# Potrerillos (Cortés)
Potrerillos is een gemeente (gemeentecode 0505) in het departement Cortés in Honduras.
De bewoners van dit gebied woonden eerst in huisjes van stro. Zij leefden van de visvangst, de jacht en de teelt van bananen. In 1871 werd het gebied tot gemeente uitgeroepen.
De hoofdplaats ligt in de Vallei van Sula, aan de rivier Ulúa.

## Bevolking
De bevolking is als volgt verdeeld:
| Vrouwen | 12.690 | 51,5% |
| Mannen  | 11.936 | 48,5% |

## Dorpen
De gemeente bestaat uit acht dorpen (aldea), waarvan de grootste qua inwoneraantal: Potrerillos (code 050501) en El Manacal (050505).